# Контролирано наименование за произход
Контролирано наименование за произход (на италиански: Denominazione di Origine Controllata, DOC) е качествена марка, определена от италианския закон за виното, въведена е преди DOCG.
Марката удостоверява името на района, местността на произхода на сортовете грозде, от които е произведено виното при определени климатични условия и с използването на традиционна технология.
Класификацията Denominazione di origine controllata е създадена, за да бъде приблизително еквивалентна на френското Appellation d'origine contrôlée (AOC). Изисква виното да отговаря на определен стандарт за качество и да се произвежда в рамките на посочения регион. За разлика от IGT, дефинициите на DOC обикновено определят допълнителни по-строги правила относно разрешените сортове грозде, реколтата, минималното отлежаване, включително използването на бъчви, минималното съдържание на алкохол и други фактори. Вината с етикет DOC или DOCG трябва да се продават в бутилки с вместимост не повече от 5 литра (170 US fl oz). Исторически статутът на DOC е бил използван за класифициране на други хранителни продукти като сирена, зехтин и оцет, но вместо това сега се използва Denominazione di origine protetta (DOP).
След реформите на ЕС през 2008 г. както класификациите на виното DOC и DOCG, така и по-широката класификация DOP са еквивалентни на статута на защитено наименование за произход (ЗНП) на ЕС. Въпреки това, повечето италиански вина все още използват обозначенията DOC или DOCG на етикета.
За вина, произведени в Болцано, където немският е официален език, DOC може алтернативно да бъде написан като Kontrollierte Ursprungsbezeichnung.
В Италия има следните 4 класификации на вино, които съставляват италианската система за етикетиране и правна защита на италианско вино: DO, IGT, DOC и DOCG.